# Глебова Рудня
Гле́бова Ру́дня (бел. Глебава Рудня) — деревня в составе Вишневского сельсовета Бобруйского района Могилёвской области Республики Беларусь.

## Население
- 1999 год — 44 человека
- 2010 год — 60 человек